# Koudo
Koudo est l'un des cinq arrondissements de la commune de Lokossa dans le département du Mono au Bénin.

## Géographie
Koudo est situé au sud-ouest du Bénin et compte 6 villages que sont Adrodji, Agnito, Koudo, Kplogodome, Tinou et Tozoume.

## Démographie
Selon le recensement de la population de 2013 conduit par l'Institut national de la statistique et de l'analyse économique (INSAE), Koudo compte 16 506 habitants  .